# Marzenin (Grande-Pologne)
Pour les articles homonymes, voir Marzenin.
Marzenin (prononciation : [maˈʐɛnin], en allemand : Märzen) est un village polonais de la gmina de Września dans le powiat de Września de la voïvodie de Grande-Pologne dans le centre-ouest de la Pologne.
Il se situe à environ 7 kilomètres au nord-ouest de Września (siège de la gmina et du powiat) et à 42 kilomètres à l'est de Poznań (capitale régionale).

## Histoire
De 1975 à 1998, le village faisait partie du territoire de la voïvodie de Poznań.

Depuis 1999, Marzenin est situé dans la voïvodie de Grande-Pologne.